# Gesetz zum Schutz der Bevölkerung bei einer epidemischen Lage von nationaler Tragweite
Das Gesetz zum Schutz der Bevölkerung bei einer epidemischen Lage von nationaler Tragweite vom 27. März 2020 ist ein Artikelgesetz, das anlässlich des Ausbruchs der durch das neuartige Coronavirus SARS-CoV-2 verursachten COVID-19-Pandemie in Deutschland erlassen wurde.
Durch das Gesetz wurden das Infektionsschutzgesetz (IfSG), das IGV-Durchführungsgesetz, das Fünfte Buch Sozialgesetzbuch – Gesetzliche Krankenversicherung – (SGB V) und das Baugesetzbuch geändert. Die Änderungen gelten teils befristet, teils unbefristet.

## Änderung des Infektionsschutzgesetzes
Ergänzend zu der Verwaltungskompetenz der Bundesländer wird für den seuchenrechtlichen Notfall durch eine sich grenzüberschreitend im gesamten Bundesgebiet ausbreitende übertragbare Krankheit insbesondere das Bundesministerium für Gesundheit ermächtigt, durch Anordnung oder Rechtsverordnung ohne Zustimmung des Bundesrates Maßnahmen zur Grundversorgung mit Arzneimitteln, einschließlich Betäubungsmitteln, Medizinprodukten, Labordiagnostik, Hilfsmitteln, Gegenständen der persönlichen Schutzausrüstung und Produkten zur Desinfektion sowie zur Stärkung der personellen Ressourcen im Gesundheitswesen zu treffen (§ 5 Abs. 2 Nr. 1–8 IfSG n.F.).
Die Befugnisse bestehen nur, wenn der Deutsche Bundestag gem. § 5 Abs. 1 IfSG eine „epidemische Lage von nationaler Tragweite“ feststellt. Der Bundestag entscheidet auch, wann diese epidemische Lage nicht mehr besteht, was im Bundesgesetzblatt zu veröffentlichen ist. Eine Legaldefinition dieses Begriffs gab es in diesem Gesetz noch nicht. Aus der Gesetzesbegründung ersichtlich ist damit jedoch die durch das neuartige Coronavirus SARS-CoV-2 verursachte bundesweite Epidemie gemeint, der nur begrenzt auf Landesebene nicht begegnet werden kann. Mit dem am 18. November 2020 beschlossenen Dritten Gesetz zum Schutz der Bevölkerung bei einer epidemischen Lage von nationaler Tragweite wurden in § 5 Abs. 1 Satz 4 IfSG nunmehr die Voraussetzungen einer epidemischen Lage von nationaler Tragweite definiert.
Die Kompetenzen des Bundesgesundheitsministeriums treten neben die fortbestehenden Befugnisse der Länder.
Des Weiteren erlaubt das Gesetz Angehörigen von Gesundheitsfachberufen (Krankenpflegern, Altenpflegern, Pflegefachleuten und Notfallsanitätern), auch ärztliche Tätigkeiten vorzunehmen, wenn sie dazu persönlich befähigt sind. Dadurch sollen Ärzte während der Epidemie entlastet werden (§ 5a IfSG n.F.). Auch diese „Behandlungsbefugnis“ besteht nur solange, wie die epidemische Lage von nationaler Tragweite andauert.
Zudem wird die Entschädigungsregelung des § 56 IfSG erweitert um eine Abmilderung von Verdienstausfällen, die erwerbstätige Sorgeberechtigte von Kindern erleiden, wenn sie ihrer beruflichen Tätigkeit nicht nachgehen können, weil Einrichtungen zur Betreuung von Kindern oder Schulen aufgrund behördlicher Anordnung vorübergehend geschlossen werden oder deren Betreten vorübergehend verboten ist (§ 56 Abs. 1a IfSG n.F., § 28 Abs. 1 Satz 2, § 33 IfSG).
Das Gesetz bestimmt in Art. 7 Abs. 3 und 4, dass die neuen Kompetenzen des Bundesgesundheitsministerium zum 1. April 2021 wieder außer Kraft treten, die „Behandlungsbefugnis“ von Pflegekräften und Notfallsanitätern sowie die Erweiterung der Entschädigungsregelung bereits zum 1. Januar 2021.
Ein Antrag der Bundestagsfraktion Die Linke, die neuen Kompetenzen des Bundesgesundheitsministeriums bis zum 30. September 2020 zu befristen, fand im Deutschen Bundestag keine Mehrheit.
Bis spätestens 31. März 2021 soll das Bundesgesundheitsministerium dem Deutschen Bundestag einen Evaluierungsbericht vorlegen (§ 4 Abs. 1a IfSG n.F.)

## Änderung des IGV-Durchführungsgesetzes
In § 12 Abs. 5a des Gesetzes zur Durchführung der Internationalen Gesundheitsvorschriften (IGV-Durchführungsgesetzes) wird eine Befugnis zugunsten der nach § 25 Abs. 1 IfSG zuständigen Gesundheitsämter geschaffen, um Fluggastdaten zur Erreichbarkeit von verdächtigen oder betroffenen Reisenden und ihren möglichen Kontaktpersonen unmittelbar bei der Fluggastdatenzentralstelle nach dem Fluggastdatengesetz zu ermitteln.

## Änderung des SGB V
Bei länderübergreifenden Vorhaben der Versorgungs- und Gesundheitsforschung, an denen öffentliche und nichtöffentliche Stellen des Bundes und der Länder beteiligt sind, ist eine Verarbeitung personenbezogener Daten auch ohne Einwilligung der betroffenen Person zulässig (§ 287a Satz 1 SGB V n.F., § 27 BDSG). Die beteiligten Stellen sollen eine federführende Aufsichtsstelle im Sinne eines „One-Stop-Shop“ für den Schutz der Patientendaten benennen (§ 287a Satz 2 SGB V n.F.).

## Änderung des Baugesetzbuchs
Bei der Zulassung von Anlagen für gesundheitliche Zwecke zur Versorgung von Personen, die sich mit dem Coronavirus SARS-CoV-2 infiziert haben oder möglicherweise infiziert haben, kann bis zum Ablauf des 31. Dezember 2020 nach Anhörung der betreffenden Gemeinde von den bauplanungsrechtlichen, Vorschriften des Baugesetzbuchs (BauGB) abgewichen werden (§ 246b BauGB n.F.). Die Regelung knüpft an bereits bestehende Sondertatbestände in § 37, § 246 Abs. 14 BauGB an und gilt unter der Voraussetzung, dass das Vorhaben ohne die Anwendung der Abweichungsmöglichkeit nicht oder nicht rechtzeitig bereitgestellt werden könnte.

## Feststellung einer epidemischen Lage von nationaler Tragweite
Der Deutsche Bundestag stellte unmittelbar nach Verabschiedung des Gesetzes am 25. März 2020 durch Beschluss fest, dass mit Inkrafttreten von § 5 Absatz 1 Satz 1 IfSG aufgrund der derzeitigen Ausbreitung des neuartigen Coronavirus SARS-CoV-2 in Deutschland eine „epidemische Lage von nationaler Tragweite“ besteht. Für diesen Beschluss stimmten die Abgeordneten von CDU/CSU, SPD, FDP und Bündnis 90/Grüne. Die Abgeordneten der AfD und der Linken enthielten sich.

## Kritik
Der Verfassungsrechtler Christoph Möllers kritisierte, dass auf Grundlage des Gesetzes eine einzige Person, Bundesgesundheitsminister Jens Spahn, Gesetze vollziehen dürfe. Der Rechtswissenschaftler Hans Michael Heinig warnte vor einem „faschistoid-hysterischen Hygienestaat“. Dagegen bezeichnete der ehemalige Präsident des Bundesverfassungsgerichts, Hans-Jürgen Papier, die Neuregelung als „noch verfassungsgemäß“.
Der Rechtswissenschaftler Oliver Lepsius kritisierte das zu Gunsten von Gesundheitsminister Spahn eingeführte „Sonderverordnungsrecht“. Wegen der grundrechtlichen Relevanz der Infektionsschutzmaßnahmen sei es zwingend erforderlich, dass die Bundesregierung als Gremium entscheide, „weil im Kabinett wenigstens auch Minister vertreten sind, zu deren Aufgaben die Pflege der anderen Grundrechte gehört“.
Nach Einschätzung des Wissenschaftlichen Diensts des Deutschen Bundestages sind die neuen Verordnungsermächtigungen in § 5 Abs. 2 IfSG verfassungsrechtlich problematisch. Durch sie werde ein Großteil der Regelungen des Infektionsschutzgesetzes zur Disposition des Bundesgesundheitsministers gestellt. Zwar sprächen der „vielgestaltige Sachverhalt“ des Infektionsschutzes und die sich möglicherweise schnell ändernden tatsächlichen Verhältnisse dafür, dass die weit und unbestimmt gefassten Ermächtigungen verfassungsrechtlich zulässig seien. Andererseits erlaube das Infektionsschutzgesetz erhebliche Eingriffe in Grundrechte. Über diese müsse der Gesetzgeber grundsätzlich selbst entscheiden; er dürfe dies nicht der Exekutive überlassen (siehe auch: Wesentlichkeitstheorie). Insgesamt verblieben daher „gewichtige Bedenken“. Dass die Rechtsverordnungen ohne Zustimmung des Bundesrats – und damit ohne Mitwirkung der Länder – erlassen werden dürfen, stehe in Widerspruch zu Art. 80 Abs. 2 des Grundgesetzes und begegne daher „erheblichen Bedenken“.

## Weitere Bevölkerungsschutzgesetze

### Zweites Gesetz zum Schutz der Bevölkerung bei einer epidemischen Lage von nationaler Tragweite
Mit dem Zweiten Gesetz zum Schutz der Bevölkerung bei einer epidemischen Lage von nationaler Tragweite vom 19. Mai 2020 werden die im Gesetz vom 27. März 2020 getroffenen Regelungen und Maßnahmen weiterentwickelt und ergänzt. Auch die Regelungen im Zweiten Gesetz sind teilweise zeitlich begrenzt.

### Drittes Gesetz zum Schutz der Bevölkerung bei einer epidemischen Lage von nationaler Tragweite
Am 3. November 2020 brachten die Fraktionen der CDU/CSU und SPD den Entwurf eines Dritten Gesetzes zum Schutz der Bevölkerung bei einer epidemischen Lage von nationaler Tragweite in den Deutschen Bundestag ein. Der Entwurf wurde am 6. November 2020 an den Gesundheitsausschuss überwiesen. Am 12. November 2020 fand die öffentliche Anhörung im Gesundheitsausschuss statt (siehe auch dort zu den Sachverständigengutachten). Am 18. November 2020 stimmte der Bundestag nach zweiter und dritter Lesung namentlich über das Gesetz ab. 415 Abgeordnete stimmten dafür, 236 dagegen, 8 enthielten sich. Noch am selben Tag stimmte auch der Bundesrat in einer Sondersitzung mit 49 Ja-Stimmen seiner insgesamt 69 Stimmen dem Gesetz zu. Bundespräsident Frank-Walter Steinmeier hat das Gesetz ebenfalls noch am selben Tag ausgefertigt, danach wurde es ebenfalls am selben Tage im Bundesgesetzblatt veröffentlicht, sodass es am Folgetag in Kraft trat.
Durch das Gesetz wurde eine neue Vorschrift über „besondere Schutzmaßnahmen zur Bekämpfung des Coronavirus SARS-CoV-2“ in das Infektionsschutzgesetz eingefügt (§ 28a Abs. 1 IfSG), wonach für die Dauer der Feststellung einer epidemischen Lage von nationaler Tragweite folgende Maßnahmen angeordnet werden können:
1. Anordnung eines Abstandsgebots im öffentlichen Raum,
2. Verpflichtung zum Tragen einer Mund-Nasen-Bedeckung (Maskenpflicht),
3. Ausgangs- oder Kontaktbeschränkungen im privaten sowie im öffentlichen Raum,
4. Verpflichtung zur Erstellung und Anwendung von Hygienekonzepten für Betriebe, Einrichtungen oder Angebote mit Publikumsverkehr,
5. Untersagung oder Beschränkung von Freizeitveranstaltungen und ähnlichen Veranstaltungen,
6. Untersagung oder Beschränkung des Betriebs von Einrichtungen, die der Freizeitgestaltung zuzurechnen sind,
7. Untersagung oder Beschränkung von Kulturveranstaltungen oder des Betriebs von Kultureinrichtungen,
8. Untersagung oder Beschränkung von Sportveranstaltungen und der Sportausübung,
9. umfassendes oder auf bestimmte Zeiten beschränktes Verbot der Alkoholabgabe oder des Alkoholkonsums auf bestimmten öffentlichen Plätzen oder in bestimmten öffentlich zugänglichen Einrichtungen,
10. Untersagung von oder Erteilung von Auflagen für das Abhalten von Veranstaltungen, Ansammlungen, Aufzügen, Versammlungen sowie religiösen oder weltanschaulichen Zusammenkünften,
11. Untersagung oder Beschränkung von Reisen; dies gilt insbesondere für touristische Reisen,
12. Untersagung oder Beschränkung von Übernachtungsangeboten (vgl. Beherbergungsverbot),
13. Untersagung oder Beschränkung des Betriebs von gastronomischen Einrichtungen,
14. Schließung oder Beschränkung von Betrieben, Gewerben, Einzel- oder Großhandel,
15. Untersagung oder Beschränkung des Betretens oder des Besuchs von Einrichtungen des Gesundheits- oder Sozialwesens,
16. Schließung von Gemeinschaftseinrichtungen im Sinne von § 33, Hochschulen, außerschulischen Einrichtungen der Erwachsenenbildung oder ähnlichen Einrichtungen oder Erteilung von Auflagen für die Fortführung ihres Betriebs oder
17. Anordnung der Verarbeitung der Kontaktdaten von Kunden, Gästen oder Veranstaltungsteilnehmern, um nach Auftreten einer Infektion mit dem Coronavirus SARS-CoV-2 mögliche Infektionsketten nachverfolgen und unterbrechen zu können.

Zudem sind nach Abs. 2 noch der folgenden Schutzmaßnahmen zulässig, „soweit auch bei Berücksichtigung aller bisher getroffenen anderen Schutzmaßnahmen eine wirksame Eindämmung der Verbreitung der Coronavirus-Krankheit-2019 (COVID-19) erheblich gefährdet wäre“:
1. Untersagung von Versammlungen oder Aufzügen im Sinne von Artikel 8 des Grundgesetzes und von religiösen oder weltanschaulichen Zusammenkünften nach Absatz 1 Nummer 10,
2. Anordnung einer Ausgangsbeschränkung nach Absatz 1 Nummer 3, nach der das Verlassen des privaten Wohnbereichs nur zu bestimmten Zeiten oder zu bestimmten Zwecken zulässig ist, und
3. Untersagung des Betretens oder des Besuchs von Einrichtungen im Sinne von Absatz 1 Nummer 15, wie zum Beispiel Alten- oder Pflegeheimen, Einrichtungen der Behindertenhilfe, Entbindungseinrichtungen oder Krankenhäusern für enge Angehörige von dort behandelten, gepflegten oder betreuten Personen.

### Viertes Gesetz zum Schutz der Bevölkerung bei einer epidemischen Lage von nationaler Tragweite
Das Vierte Gesetz zum Schutz der Bevölkerung bei einer epidemischen Lage von nationaler Tragweite wurde am 22. April 2021 verkündet. Durch das Gesetz wurden insbesondere § 28b und § 28c IfSG neu eingefügt. Diese beinhalten unter anderem die sogenannte „Bundesnotbremse“, wonach beim Überschreiten der Grenzwerte der durch das Robert Koch-Institut veröffentlichten Anzahl der Neuinfektionen mit dem Coronavirus SARS-CoV-2 je 100 000 Einwohner innerhalb von sieben Tagen (Sieben-Tage-Inzidenz) an drei aufeinander folgenden Tagen in einem Landkreis oder einer kreisfreien Stadt die in § 28b Abs. 1 IfSG aufgelisteten Beschränkungen automatisch in Kraft treten.